# Victor Hugo
 For alternative betydninger, se Victor Hugo (flertydig). (Se også artikler, som begynder med Victor Hugo)
Victor Hugo (født 26. februar 1802 i Besançon, Frankrig, død 22. maj 1885 i Paris) var en fransk forfatter, far til Charles og François Victor Hugo.
Uden for Frankrig er Hugo mest kendt for sine romaner, der er blevet iscenesat utallige gange på film, teater, musicals og tegnefilm. I Frankrig regnes han for en af det franske sprogs største digtere. Desuden var han en af sin tids vigtigste dramatikere.

## De store romaner
- Klokkeren fra Notre Dame
- Les Misérables (De Elendige)
- Havets arbejdere

## Lyriske hovedværker
- Les Orientales
- Les Contemplations
- La Légende des siècles